# Doborârea avionului Il-76 în Luhansk
La data 14 iunie 2014, un Il-76MD al Forțelor Aeriene din Ucraina a fost doborât de forțele așa zisei Republici Populare Luhansk în timpul operațiunii anti-teroriste împotriva autoproclamatelor Republici Populare Luhansk și Donețk, din estul țării. Aeronava se apropia de pista de aterizare pe Aeroportul Internațional Luhansk, și transporta trupe și echipament dintr-o locație neprecizată. Toate cele 49 de persoane de la bord au murit.

## Vezi și
- Zborul 17 al Malaysia Airlines